# Verhoogde afgeknotte tetraëder
Een verhoogde afgeknotte tetraëder is in de meetkunde het johnsonlichaam J65. Deze ruimtelijke figuur kan worden geconstrueerd door een driehoekige koepel J3 op het zeshoekige zijvlak van een afgeknotte tetraëder, dat is een archimedisch lichaam, te plaatsen.
- (en)  MathWorld. Augmented Truncated Tetrahedron.